# 高爾尼訓練基地
高爾尼訓練基地（英語：Arsenal Training Centre），是英格蘭超級足球聯賽球會阿仙奴的訓練場，位於英格蘭赫特福德郡的高爾尼。訓練基地內有10塊標準足球場大小的草地、各項室內設施，以及一個醫療和復康中心。
高爾尼訓練基地由阿仙奴領隊溫格提議建造，取替原本與倫敦大學學院共用的訓練場，於1999年10月完工，花費超過1,000萬歐元。建造基地的資金來源是來自轉會至皇家馬德里的轉會費。
除了由阿仙奴一線隊以及青年軍的球員使用外，於2003年至2012年期間，英格蘭國家足球隊亦會在主場賽事舉行前到此進行備戰。但是，訓練基地曾招惹部份居民的批評，認為會影響附近的環境。

## 歷史
1996年10月，溫格成為阿仙奴的領隊。為了更了解球員，他嘗試於球會與倫敦大學學院共用的舒爾尼訓練場（Shenley Sports grounds）裏，增加進行訓練的次數。可是，大學以訓練場設施已預留給學生使用為理由，拒絕讓雲加增加訓練，令雲加「哭笑不得」。幾星期後，一次火災燒毀了部份的訓練設施，造成約5萬歐元的損失，這迫使阿仙奴暫時把訓練地點搬遷至聖奧爾本斯的一所酒店附近。雲加對此改動感到不安，令他計劃興建一個由阿仙奴所擁有的訓練基地，基地內將設有最新的訓練設施。雲加認為這是他為球會下的其中一個最重要決定，並表示若球會沒有給予他興建訓練基地的自由，他可能不會留在球會。
1998年2月，赫茨米爾地方議會批准阿仙奴興建基地，選址為倫敦高爾尼一所學校旁的草地，相鄰使用的訓練場。訓練基地的選址雖然位處城市的綠化帶，但時任環境、食物及鄉郊事務大臣仍於1998年9月正式批准阿仙奴動工。
理查·馬歇爾（Richard Marshall）和一間名為「迪爾和軒達臣」（Dearle & Henderson）的公司負責設計訓練基地及其設施，領隊溫格亦參與整個興建過程，分享意見，因他在日本執教名古屋鯨魚期間，亦曾興建一所全新的訓練中心。阿仙奴會方派出代表參觀拜仁慕尼黑、歐塞爾等球會的訓練基地，改善設計；時任阿仙奴首席物理治療師加利·利雲與體能教練東尼·科拜爾（Tony Colbert）則負責改善與復康中心和體能訓練相關的設施。訓練基地的興建工程歷時45星期，秏資超過1,000萬歐元，阿仙奴把轉會至皇家馬德里所收得的轉會費用作支付建造費。
高爾尼訓練基地於1999年10月11日落成並開始使用，時任體育部長凱特·霍伊到場主持開幕典禮。時任阿仙奴主席稱讚訓練基地為「一流」，領隊溫格則認為此基地對球員有很大吸引力。與倫敦大學學院訓練場不同，高爾尼訓練基地能讓一線隊和青年隊的球員同時進行訓練。對此，溫格認為球隊能有更好的凝聚力。
2006年8月，在阿仙奴進行基地的例行工程期間，發現一顆大炮炮彈，附近的地區需要撤離。2024年2月，阿森纳宣布俱乐部将该中心的命名权出售给总部位于迪拜的房地产公司Sobha：此后，它被称为Sobha Realty培训中心。

## 設施
訓練基地的面積為約143英畝（0.58平方），共有10塊標準足球場大小的草地，皆設有地下排水和自動灑水系統，其中2塊亦設有供暖系統。基地內的草地規格和與酋長球場一樣。阿仙奴一線隊、青年隊及預備隊的球員各使用3塊的草地，剩下的1塊草地給予阿仙奴18歲或以下足球隊的進行青年聯賽的賽事，以及進行一線隊的友誼賽。2007年7月，基地內一個室內足球場建成，面積為70米乘以50米。2015年2月，阿仙奴從一間瑞士公司「Tisca Tiara」訂製了1,400平方米的人造草，用作鋪設額外的訓練場地。
訓練基地中的建築物包括一間訓練和復康中心、進行物理治療與按摩的治療室，以及一間復康水療中心。訓練和復康中心於2011年10月建成，為阿仙奴的球員度身而設。中心內放置各類檢查的儀器和反重力跑步機，球員能在醫療人員的監察下，在「單獨、專業的地點」進行康復療程。而媒體中心則於2004-05賽季開季前完成，設有10間訪問室和記者招待室，能同時容納100人。其它設施還包括籃球場、壁球場、桑拿室、餐廳、辦公室、會議室、更衣室，以及阿仙奴電視的攝影棚等。
於2015年3月，阿仙奴宣佈計劃重新發展訓練基地，計劃擴建及升級基地大樓、建造一間球員表現室和整修一間訪客、教育及媒體中心。新建的設施包括為球探團隊、青年軍教練和數據分析部門建造全新的辦公室、建造一條40米長的跑道，和增設進行彼拉提斯和瑜珈的場地。同時，會方亦會升級醫療設施，如增設冰浴和冷療的地方。工程期間，大樓將加建兩層，140棵樹木和設備室亦會移除。整項工程已獲赫茨米爾地方議會批准，預計於2017-18賽季開季時完工。為彌補因工程對環境帶來的損失，阿仙奴將種植280棵樹木作補償。

## 批評
高爾尼訓練基地曾惹來部份當地居民的批評。在構思興建訓練基地時，阿仙奴曾承諾訓練基地將能夠連結球會和社區。2001年1月，有居民批評阿仙奴的球員沒有主動參與社區活動；有小學曾多次邀請阿仙奴球員到訪，但未能成功，球會最終安排阿仙奴女子隊的球員到訪該校；有居民亦批評擴建訓練基地和增加通往基地的道路的舉動，認為會增加交通負擔和空氣污染。
2006年3月，阿仙奴在歐洲冠軍聯賽對陣時，沒有派遣任何一位英格蘭球員上陣。《每日電訊報》在賽後批評阿仙奴「無法培養年輕的英格蘭球員」，並指出阿仙奴申請興建訓練基地時，其中一個獲批准的原因是將提供更多機會予年輕的英格蘭球員，但現實卻是沒有成果。

## 其他用途
在2003年3月，英格蘭國家足球隊與阿仙奴達成協議，英格蘭於溫布萊球場進行比賽前，可以使用高爾尼訓練基地作備戰。直至2012年，英格蘭才移師至聖喬治公園進行訓練。2013年11月，於英格蘭對陣智利和德國的友誼賽舉行前夕，有少部份訪客於聖喬治公園裏感染胃病。為保安全，英格蘭於是再次使用高爾尼訓練基地備戰。
2011年和2013年的歐洲聯賽冠軍盃決賽皆於溫布萊球場上演，和多特蒙德都曾分別使用高爾尼訓練基地作備戰。
2012年，美式足球球隊聖路易斯公羊於基地裏備戰對陣的賽事。
2009年11月，阿仙奴於高爾尼訓練基地內舉行慈善賽，由8隊地區機構的足球隊進行比賽，籌得1,500歐元的款項。

## 外部連結
- 阿仙奴英文官方網站 （页面存档备份，存于）